# Henri Rheinwald
Henri Rheinwald (Le Locle, 24 de julho de 1884 - Genebra, 24 de abril de 1968) foi um ciclista suíço, que correu entre 1907 e 1921. Em seu palmarés destacam três Campeonatos nacionais em estrada e a primeira edição do Campeonato de Zurique.

## Palmarés
- 1907
  - 1º no Tour do Lago Léman
- 1908
  - Campeão da Suíça em estrada
- 1912
  - Campeão de Suíça em estrada 
  - Campeão da Suíça de ciclo-cross 
  - 1º no Tour do Lago Léman
- 1914
  - 1º no Campeonato de Zurique
- 1915
  - 1º na Berna-Genebra
- 1919
  - Campeão da Suíça em estrada 
  - 1º na Berna-Genebra
- 1920
  - 1º no Tour do Lago Léman